# Torre Rubia
La torre Rubia és una torre de defensa situada al caseriu Molinos Marfagones, del municipi de Cartagena, Múrcia. Construïda cap al segle xvi o XVII, per a protegir els processos de repoblació de l'entorn rural de Cartagena. L'edifici, la planta quadrangular, presenta tres altures i coronament emmerletat i és, per això, un dels exemples més ben conservats d'aquest tipus de fortificació. Està catalogada com a Bé d'Interès Cultural per la Disposició Addicional Segona de la Llei 16/1985, de 25 de juny del Patrimoni Històric Espanyol.